# Szun Jat-szen
Szun Jat-szen (kínai írással: 孫逸仙, angolos írásmóddal: Sun Yat-sen, mandarin olvasatban: Sun Yixian, népszerű magyar átírásban Szun Ji-hszien; Kínában ismertebb nevén Sun Zhongshan, 孫中山, Szun Csung-san; (Cuiheng, 1866. november 12. – Peking Union Medical College Hospital, 1925. március 12.) kínai forradalmár, köztársaságpárti politikus, az utókor értékelése szerint „a kínai forradalom atyja”, illetve a „kínai köztársaság atyja”.

## Pályafutása

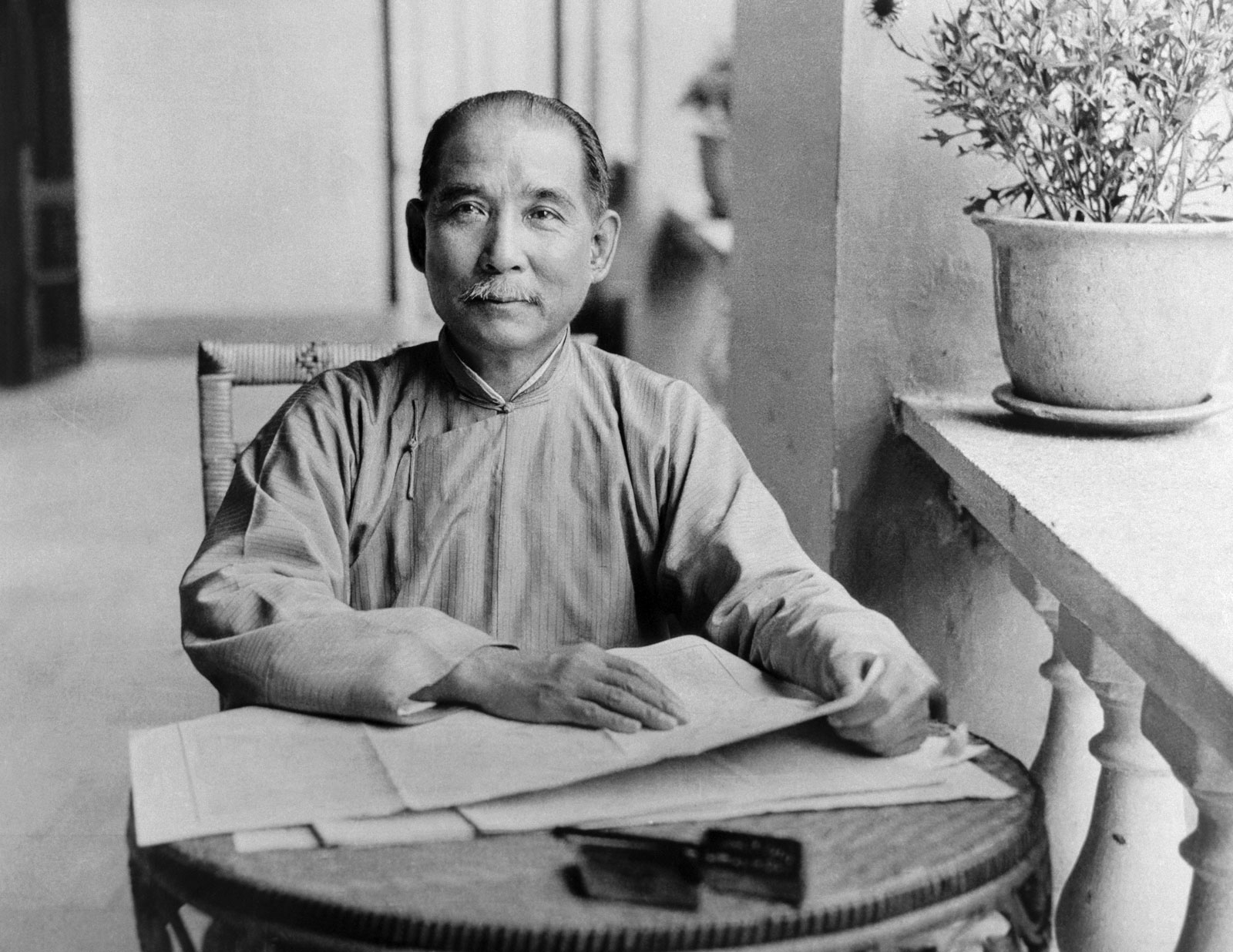
Szun Jat-szen Kantonban, 1924

1892-ben Hongkongban szerzett orvosi diplomát, de már tanulmányai alatt is elsősorban politikai tevékenységet folytatott. 1894-ben Honoluluban megalapította a Hszingcsunghujt (Xingzhonghui-t) („Kína Újjászületésének Társasága”), amely a Csing-dinasztia (Qing-dinasztia) megdöntésére törekvő kínai értelmiségieket tömörítette. Szun 1895-ben Kuangtung (Guangdong), régi nevén Kanton) tartományban mandzsuellenes felkelést szervezett, de ezt idő előtt elfojtották, és Szun a következő 16 évet száműzetésben töltötte Európában, az USA-ban, Kanadában és Japánban. 1905-ben Tokióban megalapította a Tung-meng Huj (Tongmenghui) („Szövetséges Liga”) nevű forradalmi szervezetet, amely nacionalista, republikánus és szocialista elveket hirdetett. 1905-ben hirdette meg a „három népi elvet”, amely élete végéig politikájának vezérfonala lett. Ez a nacionalizmust (a mandzsu dinasztia megdöntését, később az imperialista befolyás csökkentését), a demokráciát és a népjólétet jelentette. Az 1900-as években Szun külföldről további felkeléseket szervezett, de ezek mind elbuktak. Végül az 1911-es vucsangi felkelés (wuchangi felkelés) teremtette meg a lehetőségét Szun hazatérésének; a császárság bukásával 1912. január 1-jén kikiáltották a Kínai Köztársaságot, melynek ideiglenes elnökévé Szun Jat-szent választották. Február 14-én azonban kénytelen volt lemondani az elnökségről Jüan Si-kaj javára. 1912. augusztus 25-én Szun megalapította a Kuomintangot (magyarul: Nemzeti Párt), hogy ennek segítségével vigye tovább a forradalmi mozgalmat Jüan Si-kaj és az országot maguk között felosztó hadurak ellen. 1913-ban Jüan Si-kaj ellen kirobbantotta a „második forradalmat”, amely megbukott, és Szunnak újra Japánba kellett menekülnie. 1916-ban visszatért Kínába, s 1917-ben Kuangtungban (Guangdongban) forradalmi ellenkormányt alakított, de 1918-ban innen is menekülnie kellett. 1920-ban visszatért Kuangtungba (Guangdongba), ahol újra kormányt alakított, majd a következő években szovjet segítséggel és mintára átszervezte a Kuomintangot, és szövetségre lépett a Kínai Kommunista Párttal. A kantoni kormány elnökeként megkezdte Kína újraegyesítésének előkészületeit, és az új hadsereg alapjainak lerakásához létrehozta a Vampoa Katonai Akadémiát. 1925-ben Pekingbe utazott, hogy az északi hadurakkal tárgyaljon az újraegyesítésről; 1925. március 12-én Pekingben halt meg májrákban. Az újraegyesítést a Kuomintang élén a helyére lépő Csang Kaj-sek hajtotta végre az északi hadjárattal, a Kuomintang forradalmi elveit azonban Csang feladta, s 1927-ben szembefordult a kommunistákkal is.
A Nemzeti Szun Jat-szen Egyetemet róla nevezték el.